# Luíz Antônio dos Santos
Luíz Antônio dos Santos (Volta Redonda, 6 settembre 1964 – San Paolo, 6 novembre 2021) è stato un maratoneta brasiliano.

## Palmarès

### Mondiali
- 1 medaglia:
  - 1 bronzo (Göteborg 1995 nella maratona)

### World Marathon Cup
- 1 medaglia:
  - 1 bronzo (Atene 1997 a squadre)

### Campionati sudamericani di corsa campestre
- 2 medaglie:
  - 2 ori (Cali 1993 a squadre; Manaus 1994 a squadre)